# Ensoniq mirage
Ensoniq Mirage е дигитален полифоничен семплер.
Създаден е от Ensoniq Corporation през 1985 г. Mirage е 8-битов, с максимална семплираща честота 32000 Hz, памет 128 kb и полифония 8 гласа. Притежава аналогов филтър, който заедно с нискобитовата резолюция придава характерно топло звучене. Зареден с оргиналните предоставени от Ensoniq звуци, Mirage доста наподобява синтезаторната им серия от същия период. При семплиране обаче е в състояние да придаде абстрактен характер на изходния звук – отдалечавайки се от реализма на възпроизвеждането, но оставайки дълбоко музикален.
Работи с 3,5 инчови дискети, откъдето се зареждат както семплите, така и операционната система.

## Операционни системиза Ensoniq Mirage
| Mirage OS е оргиналната операционна система на Mirage. Последната версия е 3.2. |
| MASOS (Mirage Advanced Sampling Operating System, последна версия 2.0) позволява фини манипулации върху готовите семпли – ротация, преливане, изрязване, смесване; мулти-семплиране, например на различни ударни инструменти за една банка; в комбинация с допълнителния Input Sampling Filter дава възможност за семплиращи честоти до 50000 Hz.             |
| Soundprocess OS (Triton Software, 1986) превръща Mirage в мултитембрален инструмент с различни звуци за няколко MIDI-канала. |
| MegaOS – система, разработена за специалното и рядко разширение на паметта MegaBank на фирмата IVM. |
| – Различните системни дискове на Leaping Lizards, които позволяват препрограмиране на Mirage, създаване на алтернативни звукови подредби, разширени MIDI функции и други. |
| Midicaster (последна версия 3.0) – пренастроена версия на Mirage OS с разширени MIDI функции (SysEx) плюс добавена възможност за синтезиране на семпли, и по-точно „чертаенето“ им с помощта на pitch bend wheel, или по алгоритъма на Karplus-Strong. (Такъв тип „рисуване“ на звуковата вълна намираме и у други ранни семплери – Korg DSS-1 и Casio FZ-1.) |